# Louis Balbach
Louis James Balbach (ur. 23 maja 1896 w San Jose, zm. 11 października 1943 w Portland) – amerykański skoczek do wody, medalista olimpijski.

## Życiorys
Studiował na Uniwersytecie Columbia, w późniejszych latach był prawnikiem praktykującym w Portland w stanie Oregon.
W 1915 roku zwyciężył w skokach do wody podczas wystawy światowej w San Francisco. Wziął udział w Letnich Igrzyskach Olimpijskich 1920. Zajął szóste miejsce w skokach z wieży, natomiast w skokach z trampoliny zdobył brązowy medal. Startował w eliminacjach krajowych do igrzysk olimpijskich w latach 1924 i 1928, jednak nie znalazł się w reprezentacji olimpijskiej.